# Marte Mjøs Persen

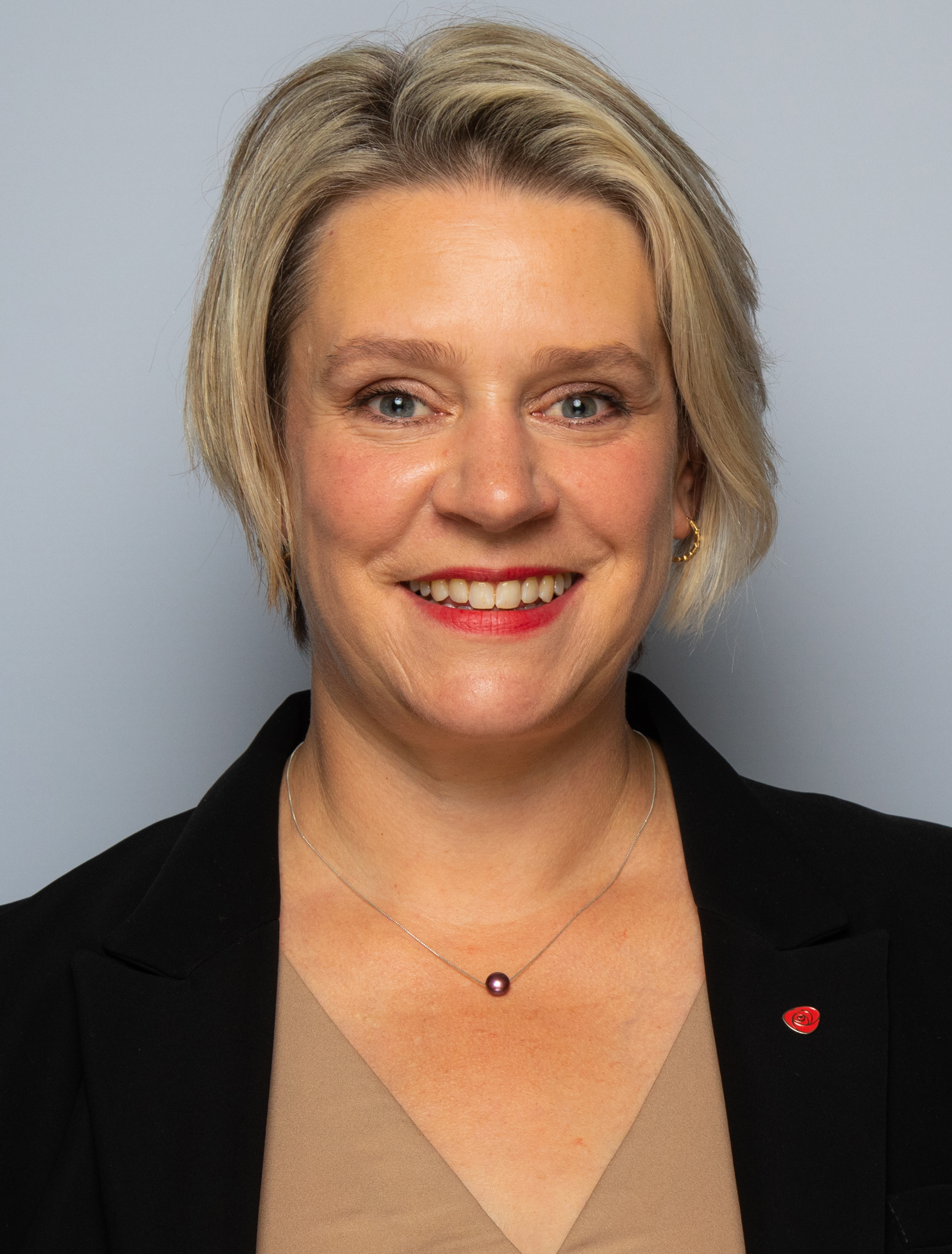
Marte Mjøs Persen, 2021

Marte Mjøs Persen (* 24. April 1975 in Bergen) ist eine norwegische Politikerin der sozialdemokratischen Arbeiderpartiet (Ap). Seit 2021 ist sie Abgeordnete im Storting. Sie fungierte von 2015 bis 2021 als Bürgermeisterin von Bergen. Von Oktober 2021 bis März 2022 war sie die Erdöl- und Energieministerin ihres Landes, anschließend bis Oktober 2023 Ministerin für Arbeit und soziale Teilhabe.

## Leben
Persen studierte Kultur- und Gesellschaftswissenschaften an der Universität Bergen. Sie war Mitglied des sozialistischen Wahlverbandes Rød Valgallianse (RV), deren stellvertretende Vorsitzende sie von 2003 bis 2007 war. Persen verließ die Partei im Jahr 2007, nachdem der Verband sich mit der kommunistischen Arbeidernes kommunistparti (AKP) zusammengeschlossen hatte und die neue Partei Rødt bildete.

### Lokalpolitikerin in Bergen
Im Jahr 2003 wurde Persen erstmals Mitglied im Stadtrat von Bergen, zunächst saß sie dort für die Rød Valgallianse, ab 2008 für ihre neue Partei Arbeiderpartiet. Von 2011 bis 2015 stand sie dem Gesundheits- und Sozialausschuss vor. Zudem war sie zu dieser Zeit Teil des Parteivorstandes auf Landesebene und Vorsitzende der Arbeiderpartiet in Bergen. Nach der Kommunalwahl 2015 übernahm sie den Posten als Bürgermeisterin von der konservativen Politikerin Trude Drevland. Sie behielt das Amt auch nach der Wahl 2019, bei der ihre Partei erhebliche Stimmverluste hinnehmen musste und von 37,9 % auf 19,8 % abrutschte.

### Stortingsabgeordnete und Ministerin
Im August 2020 kündigte sie an, bei der Parlamentswahl 2021 für einen Sitz im norwegischen Nationalparlament Storting kandidieren zu wollen. Sie zog bei der Wahl schließlich erstmals in das Parlament ein. Am 14. Oktober 2021 wurde sie zur Erdöl- und Energieministerin in der neu gebildeten Regierung Støre ernannt. Nach Hadia Tajiks Rücktritt erfolgte am 7. März 2022 ihr Wechsel zum Posten der Ministerin für Arbeit und soziale Teilhabe.
Am 16. Oktober 2023 schied Persen im Rahmen einer größeren Kabinettsumbildung aus der Regierung Støre aus. Nachdem sie aufgrund ihrer Regierungsmitgliedschaft ihr Mandat hatte ruhen lassen müssen, kehrte sie daraufhin ins Storting zurück. Dort wurde sie Mitglied im Transport- und Kommunikationsausschuss und Teil des Fraktionsvorstands der Arbeiderpartiet.

### Rückzug aus der Politik
Im November 2024 gab Persen ihren Rückzug aus der Politik bekannt. Vor der Kampfabstimmung gegen ihre Parteikollegin Lubna Jaffery um den ersten Platz auf der Wahlliste im Wahlkreis Hordaland bat sie die Delegierten, für Jaffery zu stimmen. Zudem gab sie bekannt, dass sie keine Wiederwahl als Vorsitzende der Arbeiderpartiet im Fylke Vestland anstrebe.